# 천년여우 여우비
《천년여우 여우비》는 2007년에 개봉된 대한민국의 극장판 애니메이션이다. 마리이야기의 감독 이성강 감독이 제작하였고 배우 손예진, 공형진, 류덕환 등이 성우를 맡았다.

## 줄거리
100년을 넘게 살았지만 인간의 나이로 10살 정도 밖에 되지 않은 어린 구미호인 여우비는 100년 전 지구에 불시착한 외계인 '요요'들과 함께 숲 속에서 평화롭게 살고 있었다. 마침내 요요들은 고장난 우주선을 고쳤으나 말썽요의 실수로 비행에 실패하고, 상심한 요요들은 말썽요를 쫓아낸다. 쫓겨난 말썽요는 마을로 내려가다 왕따 극복 훈련을 받고 있던 아이들에게 잡히게 된다. 말썽요를 구하기 위해 여우비는 어른으로 둔갑해 강선생을 속이고 학교에 자신을 편입시킨다. 이 과정에서 여우비는 남자 주인공 황금이와 친해지게 되고 서로 호감을 느낀다. 어느 날 구미호 사냥꾼이 여우비를 사냥하기 위해 마을에 내려오고, 사나운 개들을 풀어 여우비를 쫓는다. 사냥꾼 때문에 위험에 빠진 여우비를 정체불명의 그림자 탐정이 구해준다. 그는 여우비를 돕고 싶다며 여우비에게 영혼을 흡수해 인간으로 만들어 준다는 수상한 상자를 건넨다. 한편 여우비가 위험에 처했던 것이 자신의 탓이라 생각한 황금이는 여우비에게 사과를 하기 위해 찾아가지만, 여우비의 의도와는 달리 그림자 탐정이 건넨 상자가 황금이의 영혼을 흡수하려 한다. 이를 발견한 사냥꾼은 황금이의 영혼 분리를 막고 상자를 가지고 있던 여우비를 구미호라 여겨 공격하고, 황금이는 여우로 변해버린 여우비를 끌어안고 도망을 친다. 그러나 도망치던 도중 절벽에서 떨어져 황금이는 영혼의 호수 카바나에 빠지게 되고, 황금이를 구하기 위해 여우비는 호수로 뛰어들지만 이미 황금이의 몸과 영혼은 분리되어 호수 속에갇혀버린다

## 등장인물
- 여우비

원래 모습은 흰 털에 붉은 눈을 가진 구미호이다. 성체인 구미호는 꼬리가 아홉 개이나 여우비는 나이가 어려 다섯 개의 꼬리를 가지고 있다. 100년을 넘게 살았지만, 인간 나이로는 10살이며 사춘기를 겪고 있다. 여우비는 지구에 불시착한 외계인 '요요'들과 함께 숲 속에서 살아가고 있었으나 인간 세상에 흥미를 가지게 되어 학교에 편입을 하게 되었고 황금이와 친해지게 되었다.
- 황금이

개그맨이 꿈인 순진한 소년이다. 어렸을 적 부모님을 잃고 오랫동안 혼자 생활하며 마음의 문을 닫고 있었으나, 여우비를 만나며 서서히 마음을 열게 된다. 자신과 마음이 잘 맞는 여우비에게 호감을 갖게 된다. 사냥꾼에게 쫓기는 여우비를 구하려다 사고로 영혼들의 세계에 '카나바'에 빠지게 된다.
- 강선생

따돌림을 받는 아이들을 데리고 합숙을 시킨다. 학부모로 변신한 여우비에게 속아 여우비를 학교에 편입시킨다.
- 그림자탐정

셰도우맨으로 사냥꾼에게 쫓기던 여우비를 구해주고 인간이 되고 싶어하는 여우비를 돕고 싶다며 수상한 상자를 건네 준다. 그러나 그 상자는 여우비의 의도와는 달리 황금이의 영혼을 흡수하려 하고, 이는 여우비를 이용해 순수한 영혼을 모아 육체를 얻기 위한 그림자탐정의 계략이었다. 결국 그림자탐정은 카나바에 빠진 황금이의 영혼을 손에 넣는 데에 성공하나, 카나바의 파수꾼들에 의해 소멸당한다.
- 말썽요

요요들이 우주선을 시험비행할 때, 실수해서 우주선을 폭파시킨다. 이 사건으로 집에서 쫓겨나고, 인간 세상에 내려갔다가 아이들에게 잡힌다.
- 삼바바

영혼들의 호수 '카나바'를 지키는 수호자이다. 원래는 토끼를 닮은 여러 혼령의 상태로 존재하나 그림자탐정을 제지할 때 합쳐져 세 개의 머리를 한 기이한 모양으로 변신한다. 명부를 가지고 영혼들이 명부에 적힌 수와 같도록 카나바를 감시하고 보호하는 역할을 한다.
- 사냥꾼

구미호를 사냥하는 사냥꾼이다. 학교에 찾아와 부적을 붙이고 마을에 개들을 풀어 여우비를 궁지에 몰아넣는다.

## 주요 설정
- 카나바 : 영혼들이 죽으면 새가 되어 들어간다는 호수이며 영혼들을 지키는 수호자인 삼바바가 있다. 신비로운 푸른 빛을 띄고 있으며 항상 일정한 수의 영혼을 가지고 있어야 한다. 이로 인해 여우비가 황금이의 영혼을 풀어주는 대신 자신의 영혼이 카나바에 갇히게 된다. 일정한 시간이 지나고 카나바에서 풀려난 영혼은 새로운 생명으로 재탄생하게 된다.
- 영혼 : 생물이 죽으면 그 육체에서 새의 모습으로 빠져나가 카나바로 들어가게 된다. 원래는 흰색이나 사랑에 빠졌을 때는 파란색으로 변한다. 영화 속 황금이의 영혼과 여우비의 영혼 모두 푸른 빛을 띄고 있어 서로가 사랑에 빠졌음을 알 수 있다.
- 구미호 : 주인공인 여우비가 바로 구미호이다. 원래는 꼬리가 여러 개 달린 여우의 모습이다. 동물과 대화할 수 있으며, 나이를 천천히 먹기 때문에 100년을 넘게 살아도 10살 정도의 육체와 정신을 가지고 있다. 인간으로 변신할 수 있으며 그림자 탐정에 의하면 구미호가 인간의 영혼을 얻으면 진짜 인간이 될 수 있다고 한다. 또한 카나바에 빠졌을 때 영혼이 분리된 황금이와는 달리 멀쩡했던 여우비를 보아 구미호는 카나바에 빠져도 영혼이 분리되지 않는 것으로 추측할 수 있다.

## 제작 규모 및 흥행 성과
약 3년의 제작기간, 약 27억 원의 제작비가 소요되었다. 이 중 8억원은 2004년 장편애니메이션 제작지원사업을 통해 지원받아 선우엔터테인먼트와 옐로우 필름이 합작하였다.
개봉한 지 1달 여 만에 45만 명의 관람객을 기록했다. '둘리의 얼음별 대모험' 이후로 흥행작을 내놓지 못했던 한국 애니메이션계에 자신감을 불어 넣어주었다. 이러한 흥행에 힘입어 9개 관에서 전국 46개 관으로 이례적인 확대 상영을 하였다. 비슷한 날에 개봉한 극장판 로보트 태권브이가 68만 명을 기록하며 두 영화가 함께 한국 애니메이션계에 한 획을 그었다는 평가를 받고 있다. 그러나 약 30억 원의 제작비의 손익 분기점을 넘기 위해 100만 명의 관람객이 필요했기 때문에 절반의 성공을 거뒀다고 제작자는 말한다.

## 비평
천년여우 여우비의 작화는 수준급이라는 평이 대세이나, 스토리와 연출이 미흡했다는 평이 있다. 특히 연출에서 성우를 프로 성우가 아닌 연예인이 맡았기 때문에 이에 따른 호불호가 많이 갈리는 편이다. 이러한 연예인의 성우 연출은 애니메이션 영화 제작에서 빈번하게 있어 왔으며 이는 '스타 마케팅' 효과를 함께 노리는 경우가 많다. 실제로 천년여우 여우비의 홍보 매체에 여우비의 성우를 맡은 손예진이 직접 나와 홍보하기도 하였다. 

또한 작품이 스튜디오 지브리의 영향을 과도하게 받았다는 비판도 있다. 실제로 제작사 선우엔터테이먼트는 한국의 지브리를 목표로 하고 있고, 감독인 이성강도 이웃집 토토로를 인상깊게 보았다고 인터뷰를 하였다. 그러나 그는 창작은 여러 곳에서 인용하고 모방할 수 있으며 근본적인 것만 자기 주체성을 가지고 있는 것이 중요하다고 인터뷰에서 밝혔다.

## 제작/연출진

### 감독
- 이성강 감독.

### 성우
- 여우비: 손예진
- 강선생: 공형진
- 황금이: 류덕환
- 구름요정: 이향숙
- 그림자탐정 / 대장요: 김소형
- 공주희: 최도영
- 김정옥 / 종이엄마: 정옥주
- 말썽요: 이현주
- 꼬마요: 이선호
- 덩치요/ 삼바바: 사성웅
- 뚱요 / 삼바바: 서윤석
- 털요 / 뉴스앵커 / 삼바바: 채의진
- 삼바바: 최문자
- 사냥꾼: 이종구

### 음악
양방언이 음악 감독으로 참여하였다. 2007.01.17에 아래의 <<천년여우 여우비 OST>>가 앨범으로 발매되었다.

#### 오리지널 사운드 트랙(O.S.T)
1. 기억해요 (A girl from Wonderland)
2. 오프닝：Opening
3. 여우의 숲1：The forest of fox
4. 여우비：Yobi (The five tailed Fox)
5. 드림캐쳐：Dream catcher
6. 구릉영혼：Mother spirit
7. 요요 비행접시：Yoyo`s spaceship
8. 카나바의 호수：Canava lake
9. 말썽요요 구출작전：Saving Naughty Yo
10. 변신녀：transforming girl
11. 사냥꾼의 추격：The Hunter`s chasing
12. 옷 도둑들：The thieves of clothes
13. 그림자 탐정：Mr. Shadow，the detective
14. 버스 비행：The flight of bus
15. 이별 예감：Farewell，my dear
16. 여우의 숲 2：The `Second` forest of fox
17. 여우비의 눈물：Tears of Yobi
18. 고백：Saying I miss You
19. 금이의 용기：Courage in My Heart
20. 카나바：The Storm of Canava
21. 새장 훔치기：Stealing the Birdcage
22. 그림자의 음모：The Mask of Mr. Shadow
23. 희생：Sacrifice
24. 환생：Born again
25. 기억해요 (Piano Inst ver.) (A Girl from Wonderland)

## 수상 경력
2007년 : 대한민국 만화·애니메이션·캐릭터 대상 애니메이션 부분 대통령상(대상)
2007년 : 프랑스 리옹아시아영화제 관객이 뽑은 최우수 애니메이션 영화 선정

## 파생 작품
- 천년여우 여우비 (소설) : 이성강 원작, 하은경 글. 예담에서 출판하였다. 영화를 소설로 재구성한 작품으로 글과 아름다운 삽화와 함께 담겨 있다. 2007.01.10년에 출판되어 같은 달 25일에 개봉한 원작 영화보다 빨리 공개되었다.[4]
- 천년여우 여우비 (모바일 게임) : 블루인터렉티브에서 라이센스 체결을 통해 제작한 모바일 게임이다. 시나리오 모드와 미니게임 모드로 나뉘어 있으며 시나리오 모드는 원작의 내용을 차용하여 마치 영화를 보는 듯이 즐길 수 있도록 구성하였다.